# Иранские евреи в Израиле
Иранские евреи в Израиле — это община иранских евреев, иммигрировавших в Государство Израиль (до этого — в Османскую Палестину или подмандатную Палестину). Численность иранских евреев в Израиле составляет более 200 000 человек, большинство из них родились в Израиле.

## История
Первые иранские евреи, поселившиеся в Османской Палестине, были родом из Шираза. Они отправились в 1815 году в караване в порт Бушер, а оттуда сели на корабль до Басры на юге Ирака. Оттуда по суше они добрались до Багдада и Дамаска. Те, кто выжил в этом трудном путешествии, поселились в Цфате и Иерусалиме, основав в этих городах ядро иранской еврейской общины.
После создания государства Израиль иммиграция значительно возросла. В 1952 году около 30 000 иранских евреев иммигрировали в Израиль в рамках израильской миссии «Операция Сайрус». В 1950-х годах отношение Израиля к иранским евреям было аналогично отношению Израиля к другим евреям из региона Ближнего Востока и Северной Африки. С момента создания государства Израиль в 1948 году в Израиле поселилось более 200 000 иранцев.
Многие иранские евреи иммигрировали в Израиль после иранской исламской революции 1979 года. В следующие годы ещё 10-15 тыс. иранских евреев иммигрировали непосредственно в Израиль, а многие другие иммигрировали сначала в США или Европу, а затем в Израиль, в основном из-за страха перед режимом аятоллы, а также из-за незнания Израиля. Некоторые бежали после убийства Хабиб Элганян, обвиненного в «сионизме».

## Современность
Израиль продолжает побуждать оставшихся в Иране евреев (менее 9000) к иммиграции, поскольку Израиль рассматривает их как заложников иранского режима. В 2007 году Израиль предложил денежные стимулы евреям из Ирана, чтобы стимулировать иммиграцию иранских евреев в Израиль. Евреи иранского происхождения в Израиле считаются «мизрахим». Евреи-мизрахи, в широком понимании, — это евреи, проживающие и проживавшие в странах Ближнего Востока и Северной Африки.
Радио «Коль Исраэль» ведет ежедневные радиопередачи в Иран на персидском языке, где Менаше Амир, иранский еврей, ведет ток-шоу, на которое приходят звонки из Ирана.

## Известные израильтяне иранского происхождения

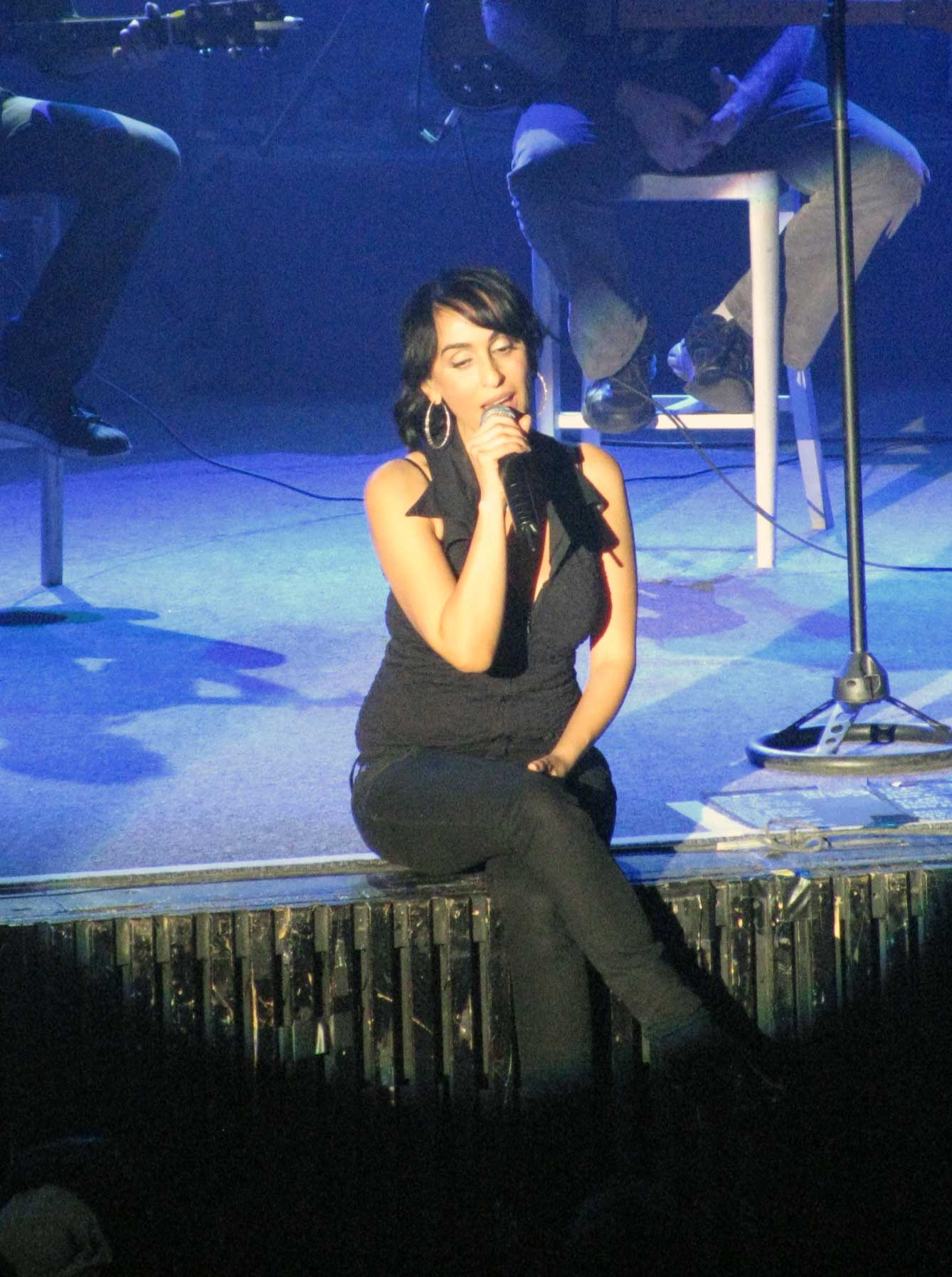
Рита, израильская поп-певица иранского происхождения

- Галит Дистель-Атбарян — израильская писательница и политик
- Михаэль Бен-Ари — израильский политик
- Дан Халуц — генерал-лейтенант, командующий ВВС Израиля в 2000—2004 годах, начальник Генерального штаба израильской армии в 2005—2007 годах
- Моше Кацав — израильский государственный деятель, восьмой президент Израиля
- Рита — израильская поп-певица и актриса
- Шауль Мофаз — израильский военный и политический деятель
- Мордехай Зар — израильский политик
- Офир Давидзада — израильский футболист
- Лиор Элияху — израильский баскетболист